# پنکوو (باشقیرستان)
پنکوو (انگلیسی: Penkovo) یک شهرک در شهرستان بیرسکی باشقیرستان کشور روسیه است.